# 24h Le Mans 2017

Tor Circuit de la Sarthe

24h Le Mans 2017 – 85. edycja 24–godzinnego wyścigu rozegrana na torze Circuit de la Sarthe w dniach 17–18 czerwca 2017 roku. Wyścig został zorganizowany przez Automobile Club de l’Ouest i odbył się w ramach sezonu 2017 serii FIA World Endurance Championship.

## Zmiany przed wyścigiem

### Regulaminowe

#### Zasady niesklasyfikowania
Po awarii liderującej Toyoty na ostatnim okrążeniu w ubiegłorocznej edycji, Automobile Club de l’Ouest dokonał zmian w zasadach dotyczących niesklasyfikowania. Limit czasu na pokonanie ostatniego okrążenia został podniesiony z 6 do 15 minut. Po tym czasie załoga była uznawana za niesklasyfikowaną. Oprócz tego wprowadzono kary czasowe za pokonanie ostatniego okrążenia w przedziale 6–15 minut:
| Czas okrążenia | 6–7 minut   | 7–9 minut   | 9–10 minut  | 10–15 minut |
| Kara czasowa   | 1 okrążenie | 2 okrążenia | 4 okrążenia | 10 okrążeń  |

#### Strefy spowolnienia
Zmiany zaszły również w strefach spowolnienia (slow zones). Tor został podzielony na 9 stref w taki sposób, że większość stref rozpoczynała się w wolniejszych częściach toru, dzięki czemu samochody mogły bezpieczniej zwolnić do prędkości 80 km/h obowiązującej w takiej strefie. Wcześniej strefy spowolnienia były ogłaszane między konkretnymi stanowiskami porządkowych.

### W nitce toru
Przed tą edycją doszło do zmian między zakrętami Porsche a szykaną Forda mających na celu poprawę bezpieczeństwa. Poszerzono tam pobocza oraz zmieniono ścianę na początku prostej prowadzącej do szykany Forda.

## Kwalifikacje
Pogrubienie oznacza najlepszy czas klasy w każdej z sesji. Szare tło oznacza najszybszy czas danego zespołu.
| Poz.   | Klasa     | Zespół                         | 1. Sesja | 2. Sesja | 3. Sesja | Poz. s. |
| ------ | --------- | ------------------------------ | -------- | -------- | -------- | ------- |
| 1      | LMP1      | #7 Toyota Gazoo Racing         | 3:18.793 | 3:14.791 | 3:19.928 | 1       |
| 2      | LMP1      | #8 Toyota Gazoo Racing         | 3:19.431 | –        | 3:17.128 | 2       |
| 3      | LMP1      | #1 Porsche LMP Team            | 3:21.165 | 3:17.259 | 3:18.210 | 3       |
| 4      | LMP1      | #2 Porsche LMP Team            | 3:19.710 | 3:18.067 | 3:20.154 | 4       |
| 5      | LMP1      | #9 Toyota Gazoo Racing         | 3:19.958 | 3:19.889 | 3:18.625 | 5       |
| 6      | LMP1      | #4 ByKolles Racing Team        | 3:28.887 | 3:26.026 | 3:24.170 | 6       |
| 7      | LMP2      | #26 G-Drive Racing             | 3:31.945 | 3:28.580 | 3:25.352 | 7       |
| 8      | LMP2      | #25 CEFC Manor TRS Racing      | 3:30.502 | 3:25.549 | 3:26.521 | 8       |
| 9      | LMP2      | #38 Jackie Chan DC Racing      | 3:31.024 | 3:26.776 | 3:25.911 | 9       |
| 10     | LMP2      | #31 Vaillante Rebellion        | 3:29.851 | 3:27.564 | 3:26.736 | 10      |
| 11     | LMP2      | #13 Vaillante Rebellion        | 3:31.636 | 3:27.071 | 3:26.811 | 11      |
| 12     | LMP2      | #24 CEFC Manor TRS Racing      | 3:30.847 | 3:26.871 | 3:27.359 | 12      |
| 13     | LMP2      | #28 TDS Racing                 | 3:29.333 | 3:31.085 | 3:27.108 | 13      |
| 14     | LMP2      | #35 Signatech Alpine Matmut    | 3:31.439 | 3:29.328 | 3:27.517 | 14      |
| 15     | LMP2      | #37 Jackie Chan DC Racing      | 3:41.393 | 3:28.432 | 3:27.535 | 15      |
| 16     | LMP2      | #27 SMP Racing                 | 3:34.407 | 3:30.262 | 3:27.782 | 16      |
| 17     | LMP2      | #36 Signatech Alpine Matmut    | 3:31.065 | 3:28.856 | 3:28.051 | 17      |
| 18     | LMP2      | #39 Graff                      | 3:32.987 | 3:36.128 | 3:28.368 | 18      |
| 19     | LMP2      | #40 Graff                      | 3:32.477 | 3:29.396 | 3:28.891 | 19      |
| 20     | LMP2      | #22 G-Drive Racing             | 3:31.963 | 3:28.937 | 3:30.313 | 20      |
| 21     | LMP2      | #32 United Autosports          | 3:34.166 | 3:30.693 | 3:29.151 | 21      |
| 22     | LMP2      | #21 DragonSpeed – 10 Star      | 3:34.046 | 3:30.396 | 3:29.777 | 22      |
| 23     | LMP2      | #29 Racing Team Nederland      | 3:33.796 | 3:31.766 | 3:29.976 | 23      |
| 24     | LMP2      | #47 Cetilar Villorba Corse     | 3:34.846 | 3:30.014 | 3:33.412 | 24      |
| 25     | LMP2      | #45 Algarve Pro Racing         | 3:37.814 | 3:30.164 | 3:32.425 | 25      |
| 26     | LMP2      | #23 Panis Barthez Competition  | 3:35.559 | 3:31.346 | 3:32.888 | 26      |
| 27     | LMP2      | #34 Tockwith Motorsports       | 3:41.628 | 3:33.739 | 3:32.536 | 27      |
| 28     | LMP2      | #49 ARC Bratislava             | 3:37.226 | 3:33.921 | –        | 28      |
| 29     | LMP2      | #17 IDEC Sport Racing          | 3:40.162 | 3:36.362 | 3:36.230 | 29      |
| 30     | LMP2      | #43 Keating Motorsport         | 3:40.813 | 3:37.350 | 3:37.007 | 30      |
| 31     | LMP2      | #33 Eurasia Motorsport         | 3:42.660 | 3:42.916 | –        | 31      |
| 32     | LMGTE Pro | #97 Aston Martin Racing        | 3:53.296 | 3:51.860 | 3:50.837 | 32      |
| 33     | LMGTE Pro | #51 AF Corse                   | 3:53.123 | 3:52.087 | 3:51.028 | 33      |
| 34     | LMGTE Pro | #95 Aston Martin Racing        | 3:52.117 | 3:52.525 | 3:51.038 | 34      |
| 35     | LMGTE Pro | #71 AF Corse                   | 3:52.235 | 3:52.903 | 3:51.086 | 35      |
| 36     | LMGTE Pro | #69 Ford Chip Ganassi Team USA | 3:55.553 | 3:52.496 | 3:51.232 | 36      |
| 37     | LMGTE Pro | #63 Corvette Racing – GM       | 3:54.847 | 3:52.886 | 3:51.484 | 37      |
| 38     | LMGTE Pro | #92 Porsche GT Team            | 3:54.243 | 3:52.177 | 3:51.847 | 38      |
| 39     | LMGTE Pro | #66 Ford Chip Ganassi Team UK  | 3:55.803 | 3:52.558 | 3:51.991 | 39      |
| 40     | LMGTE Pro | #67 Ford Chip Ganassi Team UK  | 3:54.118 | 3:53.059 | 3:52.008 | 40      |
| 41     | LMGTE Pro | #64 Corvette Racing – GM       | 3:54.876 | 3:52.391 | 3:52.017 | 41      |
| 42     | LMGTE Pro | #82 Risi Competizione          | –        | 3:52.138 | 3:54.129 | 42      |
| 43     | LMGTE Pro | #68 Ford Chip Ganassi Team USA | 3:55.059 | 3:52.626 | 3:52.178 | 43      |
| 44     | LMGTE Pro | #91 Porsche GT Team            | 3:54.564 | 3:52.593 | 3:53.807 | 44      |
| 45     | LMGTE Am  | #50 Larbre Compétition         | 3:56.259 | 3:54.559 | 3:52.843 | 45      |
| 46     | LMGTE Am  | #98 Aston Martin Racing        | 3:55.134 | 3:54.456 | 3:53.233 | 46      |
| 47     | LMGTE Am  | #62 Scuderia Corsa             | 3:57.267 | 3:54.576 | 3:53.312 | 47      |
| 48     | LMGTE Am  | #77 Dempsey-Proton Racing      | 3:55.692 | 3:54.890 | 3:53.381 | 48      |
| 49     | LMGTE Am  | #55 Spirit of Race             | 4:01.098 | 3:54.941 | 3:53.641 | 49      |
| 50     | LMGTE Am  | #84 JMW Motorsport             | 3:56.890 | 3:53.981 | 3:53.977 | 50      |
| 51     | LMGTE Am  | #83 DH Racing                  | 3:55.966 | 3:54.813 | 3:54.088 | 51      |
| 52     | LMGTE Am  | #90 TF Sport                   | 3:55.953 | 3:54.319 | 3:54.551 | 52      |
| 53     | LMGTE Am  | #99 Beechdean AMR              | 3:57.463 | 3:55.046 | 3:54.328 | 53      |
| 54     | LMGTE Am  | #93 Proton Competition         | 3:58.196 | 3:54.621 | 3:59.046 | 54      |
| 55     | LMGTE Am  | #61 Clearwater Racing          | 3:56.333 | 3:55.995 | 3:54.955 | 55      |
| 56     | LMGTE Am  | #60 Clearwater Racing          | 3:57.321 | 4:02.436 | 3:54.994 | 56      |
| 57     | LMGTE Am  | #88 Proton Competition         | 3:56.507 | 3:55.468 | 4:00.323 | 57      |
| 58     | LMGTE Am  | #54 Spirit of Race             | 3:58.904 | 3:57.005 | 3:56.301 | 58      |
| 59     | LMGTE Am  | #86 Gulf Racing UK             | 3:58.427 | –        | 3:56.469 | 59      |
| 60     | LMGTE Am  | #65 Scuderia Corsa             | 3:58.249 | 3:59.842 | –        | 60      |
| Źródła |           |                                |          |          |          |         |

## Wyścig
Minimum do bycia sklasyfikowanym (70 procent dystansu pokonanego przez zwycięzców wyścigu) wyniosło 257 okrążeń. Zwycięzcy klas są oznaczeni pogrubieniem.
| Poz.                          | Klasa     | Zespół                         | Kierowcy                                                 | Samochód                      | Opony | Okr. | Czas          |
| Poz.                          | Klasa     | Zespół                         | Kierowcy                                                 | Silnik                        | Opony | Okr. | Czas          |
| ----------------------------- | --------- | ------------------------------ | -------------------------------------------------------- | ----------------------------- | ----- | ---- | ------------- |
| 1                             | LMP1      | #2 Porsche LMP Team            | Timo Bernhard Brendon Hartley Earl Bamber                | Porsche 919 Hybrid            | M     | 367  | 24:01:14.075  |
| 1                             | LMP1      | #2 Porsche LMP Team            | Timo Bernhard Brendon Hartley Earl Bamber                | Porsche 2.0 L Turbo V4        | M     | 367  | 24:01:14.075  |
| 2                             | LMP2      | #38 Jackie Chan DC Racing      | Ho-Pin Tung Thomas Laurent Oliver Jarvis                 | Oreca 07                      | D     | 366  | +1 okrążenie  |
| 2                             | LMP2      | #38 Jackie Chan DC Racing      | Ho-Pin Tung Thomas Laurent Oliver Jarvis                 | Gibson GK428 4.2 L V8         | D     | 366  | +1 okrążenie  |
| 3                             | LMP2      | #37 Jackie Chan DC Racing      | David Cheng Tristan Gommendy Alex Brundle                | Oreca 07                      | D     | 363  | +4 okrążenia  |
| 3                             | LMP2      | #37 Jackie Chan DC Racing      | David Cheng Tristan Gommendy Alex Brundle                | Gibson GK428 4.2 L V8         | D     | 363  | +4 okrążenia  |
| 4                             | LMP2      | #35 Signatech Alpine Matmut    | Nelson Panciatici Pierre Ragues André Negrão             | Alpine A470                   | D     | 362  | +5 okrążeń    |
| 4                             | LMP2      | #35 Signatech Alpine Matmut    | Nelson Panciatici Pierre Ragues André Negrão             | Gibson GK428 4.2 L V8         | D     | 362  | +5 okrążeń    |
| 5                             | LMP2      | #32 United Autosports          | Will Owen Hugo de Sadeleer Filipe Albuquerque            | Ligier JS P217                | D     | 362  | +5 okrążeń    |
| 5                             | LMP2      | #32 United Autosports          | Will Owen Hugo de Sadeleer Filipe Albuquerque            | Gibson GK428 4.2 L V8         | D     | 362  | +5 okrążeń    |
| 6                             | LMP2      | #40 Graff                      | James Allen Richard Bradley Franck Matelli               | Oreca 07                      | D     | 361  | +6 okrążeń    |
| 6                             | LMP2      | #40 Graff                      | James Allen Richard Bradley Franck Matelli               | Gibson GK428 4.2 L V8         | D     | 361  | +6 okrążeń    |
| 7                             | LMP2      | #24 CEFC Manor TRS Racing      | Tor Graves Jonathan Hirschi Jean-Éric Vergne             | Oreca 07                      | D     | 360  | +7 okrążeń    |
| 7                             | LMP2      | #24 CEFC Manor TRS Racing      | Tor Graves Jonathan Hirschi Jean-Éric Vergne             | Gibson GK428 4.2 L V8         | D     | 360  | +7 okrążeń    |
| 8                             | LMP1      | #8 Toyota Gazoo Racing         | Sébastien Buemi Kazuki Nakajima Anthony Davidson         | Toyota TS050 Hybrid           | M     | 358  | +9 okrążeń    |
| 8                             | LMP1      | #8 Toyota Gazoo Racing         | Sébastien Buemi Kazuki Nakajima Anthony Davidson         | Toyota 2.4 L Turbo V6         | M     | 358  | +9 okrążeń    |
| 9                             | LMP2      | #47 Cetilar Villorba Corse     | Andrea Belicchi Roberto Lacorte Giorgio Sernagiotto      | Dallara P217                  | D     | 353  | +14 okrążeń   |
| 9                             | LMP2      | #47 Cetilar Villorba Corse     | Andrea Belicchi Roberto Lacorte Giorgio Sernagiotto      | Gibson GK428 4.2 L V8         | D     | 353  | +14 okrążeń   |
| 10                            | LMP2      | #36 Signatech Alpine Matmut    | Romain Dumas Gustavo Menezes Matt Rao                    | Alpine A470                   | D     | 351  | +16 okrążeń   |
| 10                            | LMP2      | #36 Signatech Alpine Matmut    | Romain Dumas Gustavo Menezes Matt Rao                    | Gibson GK428 4.2 L V8         | D     | 351  | +16 okrążeń   |
| 11                            | LMP2      | #34 Tockwith Motorsports       | Philip Hanson Nigel Moore Karun Chandhok                 | Ligier JS P217                | D     | 351  | +16 okrążeń   |
| 11                            | LMP2      | #34 Tockwith Motorsports       | Philip Hanson Nigel Moore Karun Chandhok                 | Gibson GK428 4.2 L V8         | D     | 351  | +16 okrążeń   |
| 12                            | LMP2      | #17 IDEC Sport Racing          | Patrice Lafargue Paul Lafargue David Zollinger           | Ligier JS P217                | M     | 344  | +23 okrążenia |
| 12                            | LMP2      | #17 IDEC Sport Racing          | Patrice Lafargue Paul Lafargue David Zollinger           | Gibson GK428 4.2 L V8         | M     | 344  | +23 okrążenia |
| 13                            | LMP2      | #29 Racing Team Nederland      | Rubens Barrichello Jan Lammers Frits van Eerd            | Dallara P217                  | D     | 344  | +23 okrążenia |
| 13                            | LMP2      | #29 Racing Team Nederland      | Rubens Barrichello Jan Lammers Frits van Eerd            | Gibson GK428 4.2 L V8         | D     | 344  | +23 okrążenia |
| 14                            | LMP2      | #21 DragonSpeed – 10 Star      | Henrik Hedman Felix Rosenqvist Ben Hanley                | Oreca 07                      | D     | 343  | +24 okrążenia |
| 14                            | LMP2      | #21 DragonSpeed – 10 Star      | Henrik Hedman Felix Rosenqvist Ben Hanley                | Gibson GK428 4.2 L V8         | D     | 343  | +24 okrążenia |
| 15                            | LMP2      | #33 Eurasia Motorsport         | Jacques Nicolet Pierre Nicolet Erik Maris                | Ligier JS P217                | D     | 341  | +26 okrążeń   |
| 15                            | LMP2      | #33 Eurasia Motorsport         | Jacques Nicolet Pierre Nicolet Erik Maris                | Gibson GK428 4.2 L V8         | D     | 341  | +26 okrążeń   |
| 16                            | LMP2      | #31 Vaillante Rebellion        | Bruno Senna Nicolas Prost Julien Canal                   | Oreca 07                      | D     | 340  | +27 okrążeń   |
| 16                            | LMP2      | #31 Vaillante Rebellion        | Bruno Senna Nicolas Prost Julien Canal                   | Gibson GK428 4.2 L V8         | D     | 340  | +27 okrążeń   |
| 17                            | LMGTE Pro | #97 Aston Martin Racing        | Darren Turner Jonathan Adam Daniel Serra                 | Aston Martin Vantage GTE      | D     | 340  | +27 okrążeń   |
| 17                            | LMGTE Pro | #97 Aston Martin Racing        | Darren Turner Jonathan Adam Daniel Serra                 | Aston Martin 4.5 L V8         | D     | 340  | +27 okrążeń   |
| 18                            | LMGTE Pro | #67 Ford Chip Ganassi Team UK  | Harry Tincknell Andy Priaulx Pipo Derani                 | Ford GT                       | M     | 340  | +27 okrążeń   |
| 18                            | LMGTE Pro | #67 Ford Chip Ganassi Team UK  | Harry Tincknell Andy Priaulx Pipo Derani                 | Ford EcoBoost 3.5 L Turbo V6  | M     | 340  | +27 okrążeń   |
| 19                            | LMGTE Pro | #63 Corvette Racing – GM       | Jan Magnussen Antonio García Jordan Taylor               | Chevrolet Corvette C7.R       | M     | 340  | +27 okrążeń   |
| 19                            | LMGTE Pro | #63 Corvette Racing – GM       | Jan Magnussen Antonio García Jordan Taylor               | Chevrolet 5.5 L V8            | M     | 340  | +27 okrążeń   |
| 20                            | LMGTE Pro | #91 Porsche GT Team            | Richard Lietz Frédéric Makowiecki Patrick Pilet          | Porsche 911 RSR               | M     | 339  | +28 okrążeń   |
| 20                            | LMGTE Pro | #91 Porsche GT Team            | Richard Lietz Frédéric Makowiecki Patrick Pilet          | Porsche 4.0 L Flat-6          | M     | 339  | +28 okrążeń   |
| 21                            | LMGTE Pro | #71 AF Corse                   | Davide Rigon Sam Bird Miguel Molina                      | Ferrari 488 GTE               | M     | 339  | +28 okrążeń   |
| 21                            | LMGTE Pro | #71 AF Corse                   | Davide Rigon Sam Bird Miguel Molina                      | Ferrari F154CB 3.9 L Turbo V8 | M     | 339  | +28 okrążeń   |
| 22                            | LMGTE Pro | #68 Ford Chip Ganassi Team USA | Joey Hand Tony Kanaan Dirk Müller                        | Ford GT                       | M     | 339  | +28 okrążeń   |
| 22                            | LMGTE Pro | #68 Ford Chip Ganassi Team USA | Joey Hand Tony Kanaan Dirk Müller                        | Ford EcoBoost 3.5 L Turbo V6  | M     | 339  | +28 okrążeń   |
| 23                            | LMGTE Pro | #69 Ford Chip Ganassi Team USA | Ryan Briscoe Scott Dixon Richard Westbrook               | Ford GT                       | M     | 337  | +30 okrążeń   |
| 23                            | LMGTE Pro | #69 Ford Chip Ganassi Team USA | Ryan Briscoe Scott Dixon Richard Westbrook               | Ford EcoBoost 3.5 L Turbo V6  | M     | 337  | +30 okrążeń   |
| 24                            | LMGTE Pro | #64 Corvette Racing – GM       | Oliver Gavin Tommy Milner Marcel Fässler                 | Chevrolet Corvette C7.R       | M     | 335  | +32 okrążenia |
| 24                            | LMGTE Pro | #64 Corvette Racing – GM       | Oliver Gavin Tommy Milner Marcel Fässler                 | Chevrolet 5.5 L V8            | M     | 335  | +32 okrążenia |
| 25                            | LMGTE Pro | #95 Aston Martin Racing        | Nicki Thiim Marco Sørensen Richie Stanaway               | Aston Martin Vantage GTE      | D     | 334  | +33 okrążenia |
| 25                            | LMGTE Pro | #95 Aston Martin Racing        | Nicki Thiim Marco Sørensen Richie Stanaway               | Aston Martin 4.5 L V8         | D     | 334  | +33 okrążenia |
| 26                            | LMGTE Am  | #84 JMW Motorsport             | Robert Smith Will Stevens Dries Vanthoor                 | Ferrari 488 GTE               | M     | 333  | +34 okrążenia |
| 26                            | LMGTE Am  | #84 JMW Motorsport             | Robert Smith Will Stevens Dries Vanthoor                 | Ferrari F154CB 3.9 L Turbo V8 | M     | 333  | +34 okrążenia |
| 27                            | LMGTE Pro | #66 Ford Chip Ganassi Team UK  | Stefan Mücke Olivier Pla Billy Johnson                   | Ford GT                       | M     | 332  | +35 okrążeń   |
| 27                            | LMGTE Pro | #66 Ford Chip Ganassi Team UK  | Stefan Mücke Olivier Pla Billy Johnson                   | Ford EcoBoost 3.5 L Turbo V6  | M     | 332  | +35 okrążeń   |
| 28                            | LMGTE Am  | #55 Spirit of Race             | Duncan Cameron Aaron Scott Marco Cioci                   | Ferrari 488 GTE               | M     | 331  | +36 okrążeń   |
| 28                            | LMGTE Am  | #55 Spirit of Race             | Duncan Cameron Aaron Scott Marco Cioci                   | Ferrari F154CB 3.9 L Turbo V8 | M     | 331  | +36 okrążeń   |
| 29                            | LMGTE Am  | #62 Scuderia Corsa             | Cooper MacNeil Bill Sweedler Townsend Bell               | Ferrari 488 GTE               | M     | 331  | +36 okrążeń   |
| 29                            | LMGTE Am  | #62 Scuderia Corsa             | Cooper MacNeil Bill Sweedler Townsend Bell               | Ferrari F154CB 3.9 L Turbo V8 | M     | 331  | +36 okrążeń   |
| 30                            | LMGTE Am  | #99 Beechdean AMR              | Andrew Howard Ross Gunn Oliver Bryant                    | Aston Martin Vantage GTE      | D     | 331  | +36 okrążeń   |
| 30                            | LMGTE Am  | #99 Beechdean AMR              | Andrew Howard Ross Gunn Oliver Bryant                    | Aston Martin 4.5 L V8         | D     | 331  | +36 okrążeń   |
| 31                            | LMGTE Am  | #61 Clearwater Racing          | Weng Sun Mok Keita Sawa Matt Griffin                     | Ferrari 488 GTE               | M     | 330  | +37 okrążeń   |
| 31                            | LMGTE Am  | #61 Clearwater Racing          | Weng Sun Mok Keita Sawa Matt Griffin                     | Ferrari F154CB 3.9 L Turbo V8 | M     | 330  | +37 okrążeń   |
| 32                            | LMP2      | #45 Algarve Pro Racing         | Mark Patterson Matt McMurry Vincent Capillaire           | Ligier JS P217                | D     | 330  | +37 okrążeń   |
| 32                            | LMP2      | #45 Algarve Pro Racing         | Mark Patterson Matt McMurry Vincent Capillaire           | Gibson GK428 4.2 L V8         | D     | 330  | +37 okrążeń   |
| 33                            | LMP2      | #27 SMP Racing                 | Michaił Aloszyn Siergiej Sirotkin Wiktor Szajtar         | Dallara P217                  | D     | 330  | +37 okrążeń   |
| 33                            | LMP2      | #27 SMP Racing                 | Michaił Aloszyn Siergiej Sirotkin Wiktor Szajtar         | Gibson GK428 4.2 L V8         | D     | 330  | +37 okrążeń   |
| 34                            | LMGTE Am  | #77 Dempsey-Proton Racing      | Christian Ried Marvin Dienst Matteo Cairoli              | Porsche 911 RSR               | D     | 329  | +38 okrążeń   |
| 34                            | LMGTE Am  | #77 Dempsey-Proton Racing      | Christian Ried Marvin Dienst Matteo Cairoli              | Porsche 4.0 L Flat-6          | D     | 329  | +38 okrążeń   |
| 35                            | LMGTE Am  | #90 TF Sport                   | Salih Yoluç Euan Hankey Rob Bell                         | Aston Martin Vantage GTE      | D     | 329  | +38 okrążeń   |
| 35                            | LMGTE Am  | #90 TF Sport                   | Salih Yoluç Euan Hankey Rob Bell                         | Aston Martin 4.5 L V8         | D     | 329  | +38 okrążeń   |
| 36                            | LMGTE Am  | #98 Aston Martin Racing        | Paul Dalla Lana Mathias Lauda Pedro Lamy                 | Aston Martin Vantage GTE      | D     | 329  | +38 okrążeń   |
| 36                            | LMGTE Am  | #98 Aston Martin Racing        | Paul Dalla Lana Mathias Lauda Pedro Lamy                 | Aston Martin 4.5 L V8         | D     | 329  | +38 okrążeń   |
| 37                            | LMGTE Am  | #93 Proton Competition         | Patrick Long Mike Hedlund Abdulaziz Al Faisal            | Porsche 911 RSR               | D     | 329  | +38 okrążeń   |
| 37                            | LMGTE Am  | #93 Proton Competition         | Patrick Long Mike Hedlund Abdulaziz Al Faisal            | Porsche 4.0 L Flat-6          | D     | 329  | +38 okrążeń   |
| 38                            | LMGTE Am  | #86 Gulf Racing UK             | Michael Wainwright Ben Barker Nick Foster                | Porsche 911 RSR               | D     | 328  | +39 okrążeń   |
| 38                            | LMGTE Am  | #86 Gulf Racing UK             | Michael Wainwright Ben Barker Nick Foster                | Porsche 4.0 L Flat-6          | D     | 328  | +39 okrążeń   |
| 39                            | LMP2      | #22 G-Drive Racing             | Memo Rojas Ryō Hirakawa José Gutiérrez                   | Oreca 07                      | D     | 327  | +40 okrążeń   |
| 39                            | LMP2      | #22 G-Drive Racing             | Memo Rojas Ryō Hirakawa José Gutiérrez                   | Gibson GK428 4.2 L V8         | D     | 327  | +40 okrążeń   |
| 40                            | LMGTE Am  | #60 Clearwater Racing          | Richard Wee Álvaro Parente Hiroki Katoh                  | Ferrari 488 GTE               | M     | 327  | +40 okrążeń   |
| 40                            | LMGTE Am  | #60 Clearwater Racing          | Richard Wee Álvaro Parente Hiroki Katoh                  | Ferrari F154CB 3.9 L Turbo V8 | M     | 327  | +40 okrążeń   |
| 41                            | LMGTE Am  | #54 Spirit of Race             | Thomas Flohr Francesco Castellacci Olivier Beretta       | Ferrari 488 GTE               | M     | 326  | +41 okrążeń   |
| 41                            | LMGTE Am  | #54 Spirit of Race             | Thomas Flohr Francesco Castellacci Olivier Beretta       | Ferrari F154CB 3.9 L Turbo V8 | M     | 326  | +41 okrążeń   |
| 42                            | LMGTE Am  | #83 DH Racing                  | Tracy Krohn Niclas Jönsson Andrea Bertolini              | Ferrari 488 GTE               | M     | 320  | +47 okrążeń   |
| 42                            | LMGTE Am  | #83 DH Racing                  | Tracy Krohn Niclas Jönsson Andrea Bertolini              | Ferrari F154CB 3.9 L Turbo V8 | M     | 320  | +47 okrążeń   |
| 43                            | LMP2      | #39 Graff                      | Eric Trouillet Enzo Guibbert James Winslow               | Oreca 07                      | D     | 318  | +49 okrążeń   |
| 43                            | LMP2      | #39 Graff                      | Eric Trouillet Enzo Guibbert James Winslow               | Gibson GK428 4.2 L V8         | D     | 318  | +49 okrążeń   |
| 44                            | LMGTE Am  | #65 Scuderia Corsa             | Christina Nielsen Alessandro Balzan Bret Curtis          | Ferrari 488 GTE               | M     | 314  | +53 okrążenia |
| 44                            | LMGTE Am  | #65 Scuderia Corsa             | Christina Nielsen Alessandro Balzan Bret Curtis          | Ferrari F154CB 3.9 L Turbo V8 | M     | 314  | +53 okrążenia |
| 45                            | LMP2      | #49 ARC Bratislava             | Miroslav Konôpka Konstantīns Calko Rik Breukers          | Ligier JS P217                | M     | 314  | +53 okrążenia |
| 45                            | LMP2      | #49 ARC Bratislava             | Miroslav Konôpka Konstantīns Calko Rik Breukers          | Gibson GK428 4.2 L V8         | M     | 314  | +53 okrążenia |
| 46                            | LMGTE Pro | #51 AF Corse                   | James Calado Alessandro Pier Guidi Michele Rugolo        | Ferrari 488 GTE               | M     | 312  | +55 okrążeń   |
| 46                            | LMGTE Pro | #51 AF Corse                   | James Calado Alessandro Pier Guidi Michele Rugolo        | Ferrari F154CB 3.9 L Turbo V8 | M     | 312  | +55 okrążeń   |
| 47                            | LMP2      | #43 Keating Motorsport         | Ben Keating Ricky Taylor Jeroen Bleekemolen              | Riley Mk. 30                  | M     | 312  | +55 okrążeń   |
| 47                            | LMP2      | #43 Keating Motorsport         | Ben Keating Ricky Taylor Jeroen Bleekemolen              | Gibson GK428 4.2 L V8         | M     | 312  | +55 okrążeń   |
| 48                            | LMGTE Am  | #50 Larbre Compétition         | Romain Brandela Christian Philippon Fernando Rees        | Chevrolet Corvette C7.R       | M     | 309  | +58 okrążeń   |
| 48                            | LMGTE Am  | #50 Larbre Compétition         | Romain Brandela Christian Philippon Fernando Rees        | Chevrolet 5.5 L V8            | M     | 309  | +58 okrążeń   |
| Nie ukończyli                 |           |                                |                                                          |                               |       |      |               |
|                               | LMP1      | #1 Porsche LMP Team            | Neel Jani Nick Tandy André Lotterer                      | Porsche 919 Hybrid            | M     | 318  |               |
| Porsche 2.0 L Turbo V4        | LMP1      | #1 Porsche LMP Team            | Neel Jani Nick Tandy André Lotterer                      |                               | M     | 318  |               |
|                               | LMP2      | #23 Panis Barthez Competition  | Fabien Barthez Timothé Buret Nathanaël Berthon           | Ligier JS P217                | M     | 296  |               |
| Gibson GK428 4.2 L V8         | LMP2      | #23 Panis Barthez Competition  | Fabien Barthez Timothé Buret Nathanaël Berthon           |                               | M     | 296  |               |
|                               | LMP2      | #28 TDS Racing                 | François Perrodo Emmanuel Collard Matthieu Vaxivière     | Oreca 07                      | D     | 213  |               |
| Gibson GK428 4.2 L V8         | LMP2      | #28 TDS Racing                 | François Perrodo Emmanuel Collard Matthieu Vaxivière     |                               | D     | 213  |               |
|                               | LMGTE Pro | #92 Porsche GT Team            | Michael Christensen Kévin Estre Dirk Werner              | Porsche 911 RSR               | M     | 179  |               |
| Porsche 4.0 L Flat-6          | LMGTE Pro | #92 Porsche GT Team            | Michael Christensen Kévin Estre Dirk Werner              |                               | M     | 179  |               |
|                               | LMP1      | #9 Toyota Gazoo Racing         | José María López Nicolas Lapierre Yuji Kunimoto          | Toyota TS050 Hybrid           | M     | 160  |               |
| Toyota 2.4 L Turbo V6         | LMP1      | #9 Toyota Gazoo Racing         | José María López Nicolas Lapierre Yuji Kunimoto          |                               | M     | 160  |               |
|                               | LMP1      | #7 Toyota Gazoo Racing         | Mike Conway Kamui Kobayashi Stéphane Sarrazin            | Toyota TS050 Hybrid           | M     | 154  |               |
| Toyota 2.4 L Turbo V6         | LMP1      | #7 Toyota Gazoo Racing         | Mike Conway Kamui Kobayashi Stéphane Sarrazin            |                               | M     | 154  |               |
|                               | LMP2      | #25 CEFC Manor TRS Racing      | Roberto González Simon Trummer Witalij Pietrow           | Oreca 07                      | D     | 152  |               |
| Gibson GK428 4.2 L V8         | LMP2      | #25 CEFC Manor TRS Racing      | Roberto González Simon Trummer Witalij Pietrow           |                               | D     | 152  |               |
|                               | LMGTE Pro | #82 Risi Competizione          | Toni Vilander Giancarlo Fisichella Pierre Kaffer         | Ferrari 488 GTE               | M     | 72   |               |
| Ferrari F154CB 3.9 L Turbo V8 | LMGTE Pro | #82 Risi Competizione          | Toni Vilander Giancarlo Fisichella Pierre Kaffer         |                               | M     | 72   |               |
|                               | LMP2      | #26 G-Drive Racing             | Roman Rusinow Pierre Thiriet Alex Lynn                   | Oreca 07                      | D     | 20   |               |
| Gibson GK428 4.2 L V8         | LMP2      | #26 G-Drive Racing             | Roman Rusinow Pierre Thiriet Alex Lynn                   |                               | D     | 20   |               |
|                               | LMGTE Am  | #88 Proton Competition         | Klaus Bachler Stéphane Lémeret Chalid al-Kubajsi         | Porsche 911 RSR               | D     | 18   |               |
| Porsche 4.0 L Flat-6          | LMGTE Am  | #88 Proton Competition         | Klaus Bachler Stéphane Lémeret Chalid al-Kubajsi         |                               | D     | 18   |               |
|                               | LMP1      | #4 ByKolles Racing Team        | Dominik Kraihamer Oliver Webb Marco Bonanomi             | ENSO CLM P01/01               | M     | 7    |               |
| Nismo VRX30A 3.0 L Turbo V6   | LMP1      | #4 ByKolles Racing Team        | Dominik Kraihamer Oliver Webb Marco Bonanomi             |                               | M     | 7    |               |
| Zdyskwalifikowani             |           |                                |                                                          |                               |       |      |               |
|                               | LMP2      | #13 Vaillante Rebellion        | Nelson Piquet Jr. Mathias Beche David Heinemeier Hansson | Oreca 07                      | D     | 364  | [ b ]         |
| Gibson GK428 4.2 L V8         | LMP2      | #13 Vaillante Rebellion        | Nelson Piquet Jr. Mathias Beche David Heinemeier Hansson |                               | D     | 364  | [ b ]         |
| Źródło                        |           |                                |                                                          |                               |       |      |               |